# Pedigree Dogs Exposed
Pedigree Dogs Exposed (Segredos do pedigree, em Portugal) é um documentário investigativo da BBC One, produzido por Jemima Harrison, que examina questões de saúde e bem-estar enfrentadas por cães de raça pura no Reino Unido. Foi originalmente transmitido em 19 de agosto de 2008.
O The Kennel Club (KC), o clube governante sobre cães de raça pura no Reino Unido, que administra o prestigiado show de conformação de cães chamado Crufts, foi criticado por permitir que os padrões das raças, padrões de julgamento e práticas de reprodução comprometessem a saúde dos cães de raça pura.
O programa gerou muitas críticas ao The Kennel Club (KC). Isso também fez com que vários patrocinadores e expositores comerciais retirassem sua participação do Crufts e de outros eventos do The Kennel Club. A BBC - que transmitiu o Crufts por 42 anos - retirou sua cobertura do evento em 2009 e optou por não renová-la em 2010.
O The Kennel Club inicialmente negou a afirmação dos cineastas de que muitos cães sofrem de doenças e afirmou que a grande maioria das raças de cães é saudável. Também apresentou uma queixa junto do regulador de radiodifusão Ofcom, alegando tratamento e edição injustos.  Devido à forte opinião pública, mais tarde o clube lançou novos planos de saúde e revisou os padrões das raças para todas as raças. Alguns criadores condenaram o clube por exagerar. A decisão final do Ofcom confirmou as queixas do KC sobre a falta de um direito de resposta para algumas alegações feitas pelo programa, mas rejeitou as queixas feitas em várias outras áreas. A decisão também reconheceu que os pontos de vista do geneticista Jeff Sampson do KC foram deturpadas, mas afirma que, como um todo, o KC não foi tratado injustamente.
Três relatórios de saúde separados foram encomendados como resultado do programa. Relatórios da Sociedade Real para a Prevenção da Crueldade contra os Animais , Grupo Parlamentar Associado para o Bem-Estar Animal e Sir Patrick Bateson (financiado pelo KC e Dogs Trust) concluíram que as atuais práticas de criação são prejudiciais ao bem-estar dos cães de raça e fizeram várias recomendações que podem ser adotadas pelo The Kennel Club e criadores para melhorar a saúde dos cães de raça pura.
Um documentário de acompanhamento, Pedigree Dogs Exposed: Three Years On, foi transmitido pela BBC 4 em 27 de fevereiro de 2012.

## Conteúdo

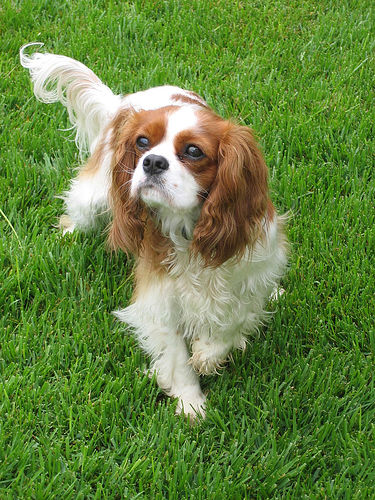
O Cavalier King Charles Spaniel pode sofrer de doença valvar mitral e siringomielia

Um Cavalier King Charles Spaniel foi mostrado em agonia devido a uma condição conhecida como siringomielia, que ocorre como resultado do crânio ser muito pequeno para o cérebro. A neurologista veterinária Dr. Claire Rusbridge descreveu o cérebro como um "pé tamanho 10 que foi colocado em um sapato tamanho 6" e estimou que até 1/3 da raça sofre deste problema. Outro problema que assola a raça é a doença cardíaca. O cardiologista Simon Swift explicou que cerca da metade de todos os Cavaliers com 5 anos de idade teria sopro no coração e a taxa aumenta, de tal forma que, dos 10 a 11 anos, quase todos os Cavaliers teriam essa condição.
Cerca de três quartos dos 7 milhões de cães no Reino Unido são cães de raça pura, e o programa revelou que eles acumulam 10 milhões de libras em gastos semanais em veterinários. O principal geneticista, Steve Jones, atribuiu um dos principais problemas à endogamia. O veterinário chefe veterano da RSPCA, Mark Evans, destacou os shows de conformação como responsável pelo problema.

### Mudança drástica
Fotos antigas do dachshund, basset Hound, bull terrier, bulldog inglês, pug e pastor alemão foram mostradas para ilustrar o quanto as raças mudaram ao longo do século passado. O pastor alemão usado em show de conformação (exposição de cães) foi contrastado com o pastor alemão de trabalho da polícia, que ainda se parece muito com o pastor alemão antigo. 

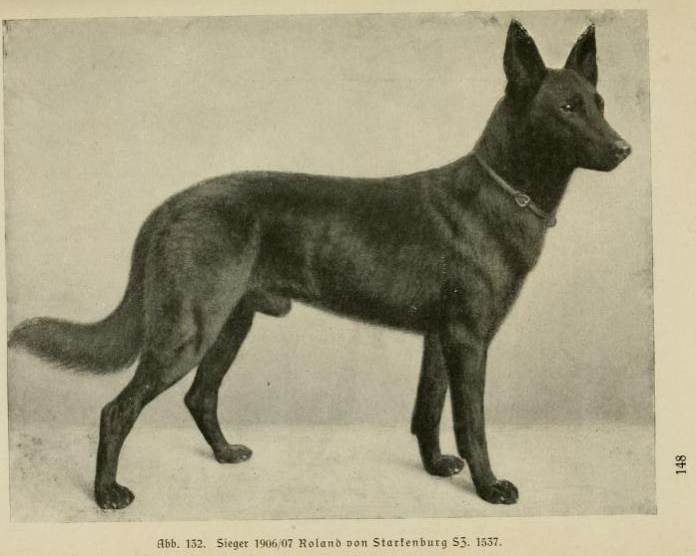
Cão pastor-alemão, cerca de 1907
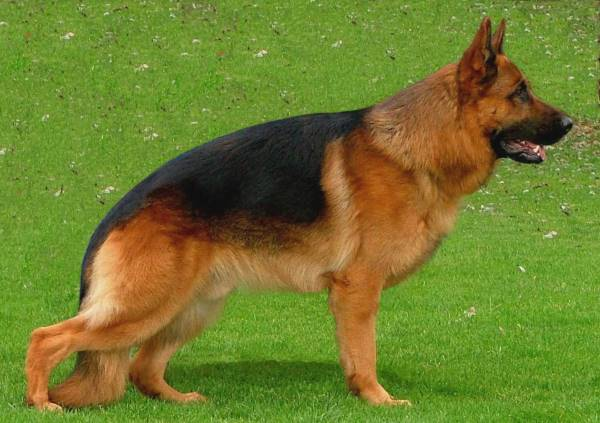
Cão pastor-alemão moderno de exposição
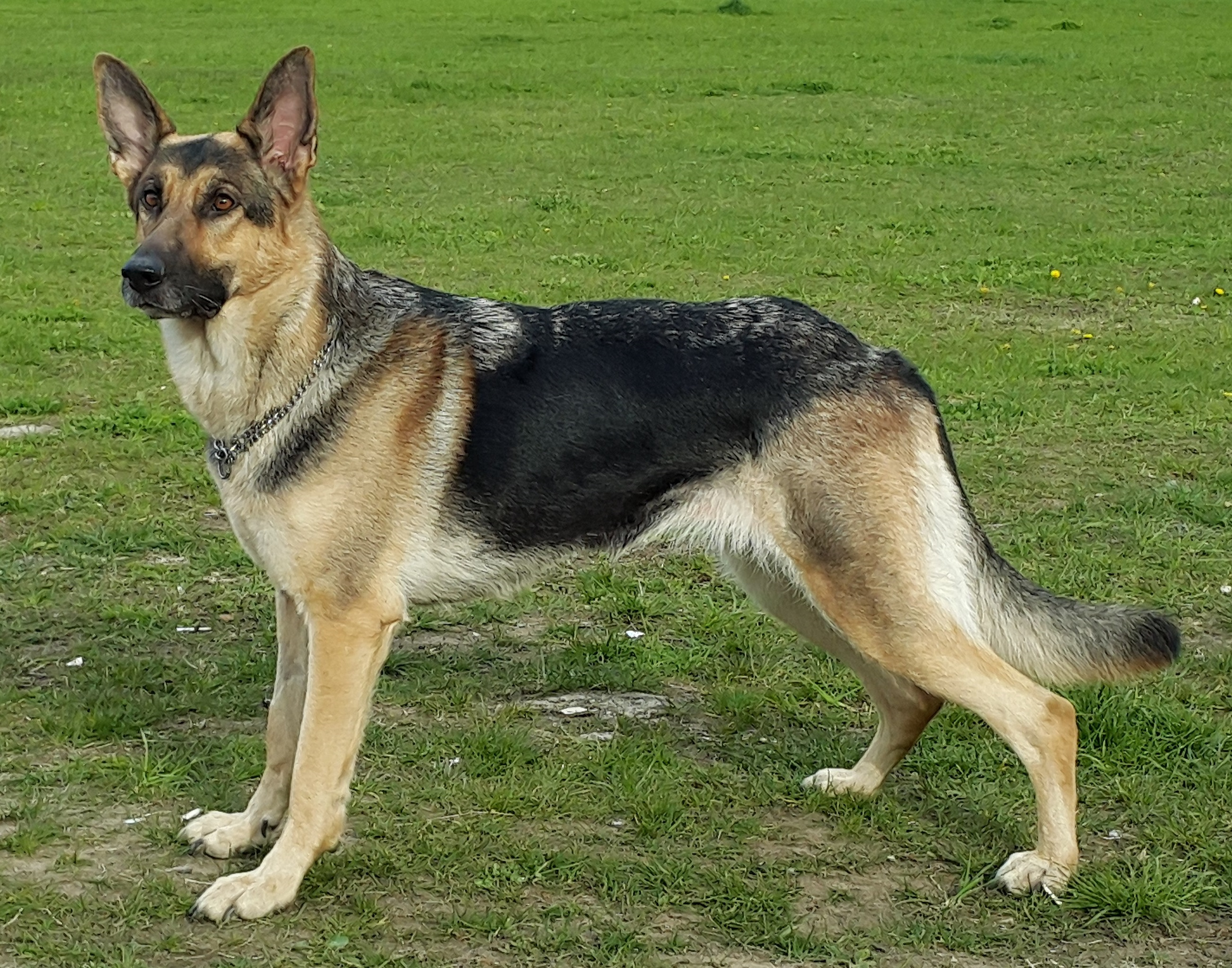
Cão pastor-alemão moderno de trabalho

O juiz do Crufts, Terry Hannan, insistiu que os pastores alemães de trabalho são anatomicamente incorretos, e que é o cão do show de conformação que está de acordo com o padrão da raça. Quando foi dito para o Presidente do Basset Hound Club que eles estavam criando "anãos congênitos deformados", ele rejeitou essa acusação, alegando que os atuais Basset Hounds se parecem muito com os dos anos 1800. Quando mostrou uma foto de um Basset Hound de sessenta anos atrás, ele ficou menos do que impressionado.  
Contra as alegações dos criadores de Bulldog que os traços extremos da raça, como as rugas e prognatismo exagerados, são para propósitos históricos de combate, o historiador David Hancock apontou que "a forma como os criadores tentam justificar o focinho achatado, o enrugamento excessivo e o físico como sendo tradicional é simplesmente falso." O programa afirmou que a cabeça do bulldog se tornou tão grande que a maioria é incapaz de dar à luz naturalmente e os filhotes devem nascer por cesariana.
De acordo com o documentário, todos os cães foram inicialmente criados para funções práticas no passado, como caça e guarda, mas, em meados do século 19, eles se tornaram um símbolo de status, e a criação de cães se tornou um esporte. A função do cão tornou-se secundária à aparência. O veterinário-chefe da RSPCA, Mark Evans, chamou o show de conformação Crufts de "um desfile de mutantes" e "um concurso de beleza extravagante e freakshow que, francamente, não tem nada a ver com saúde e bem-estar". Ele destacou que os padrões de raça não levam em conta o temperamento e a adequação ao propósito original da raça.

### Eugenia

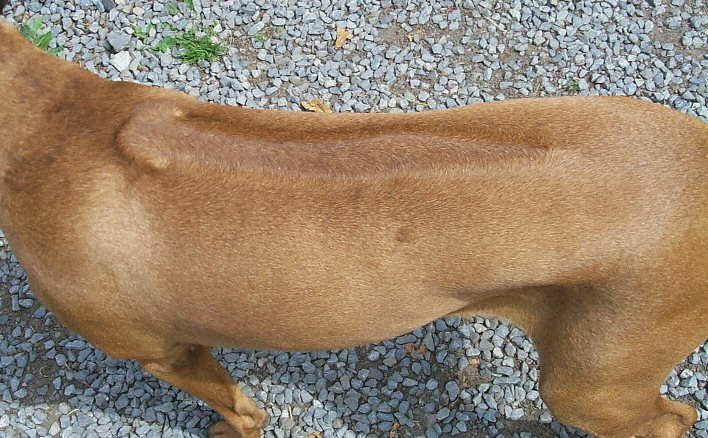
A crista dorsal do Rhodesian Ridgeback é uma característica distinta da raça. O código de ética do Clube do Ridgeback declara que "filhotes sem crista devem ser sacrificados".

O documentário relacionou a história do The Kennel Club com o movimento eugenista, no qual se afirma que a criação de cães de raça pura é baseada. Um criador de Rhodesian Ridgebackentrevistado no programa, defendeu a eutanásia de filhotes sadios sem crista dorsal, pois os padrões da raça proíbem a reprodução dos mesmos. A presidente do Rhodesian Ridgeback Club afirmou que considerava a falta de crista dorsal como uma falha genética. A crista é um traço genético, cuja presença é considerada como um fator que torna o cão mais propenso a sofrer de sinus dermóide. O documentário erroneamente afirma que a crista em si é uma forma leve de espinha bífida, e uma queixa foi apresentada à Ofcom sobre esse erro. Um em cada vinte filhotes nasce sem crista. Uma seção do código de ética do Rhodesian Ridgeback Club foi mostrada para afirmar que "os filhotes sem crista devem ser excluídos".  (Isso soa mais dramático que o programa permite, no entanto. Excluir significa simplesmente "evitar reprodução"; enquanto isso pode, em casos extremos, se referir a matar os animais indesejados, mais frequentemente é simplesmente manter os animais fora do programa de criação, separando-os, ou castrando-os)

### Endogamia
A endogamia deliberada, incluindo acasalamentos de mãe com filho, de pai com filha e de irmão com irmã, resultou em doenças genéticas sérias sendo perpetuadas em muitas raças. Um relatório de 2006 do Companion Animal Welfare Council pediu grandes mudanças, afirmando que a "endogamia precisa ser controlada" e que "os animais com defeitos genéticos deveriam ser impedidos de participar de shows de conformação".  Irving rejeitou as alegações do relatório, dizendo que se baseava na emoção e não na ciência. 
Um artigo de 2004 de autoria do próprio geneticista do The Kennel Club, Jeff Sampson, mencionou que "Infelizmente, os padrões restritivos de reprodução que foram desenvolvidos como parte e parcela da criação de cães de raça pura não ocorreram sem danos colaterais para todas as raças..." e "cada vez mais, as doenças hereditárias estão impondo uma séria carga de doenças a muitas, senão a todas, raças de cães”.  No entanto, quando entrevistado para o programa, Sampson afirmou que "a grande maioria dos cães que registramos [...] terão vidas longas, felizes e saudáveis". Um estudo realizado pelo Imperial College, em Londres, mostrou que os dez mil pugs do Reino Unido são tão endogâmicos que seu pool genético é equivalente a apenas 50 indivíduos.

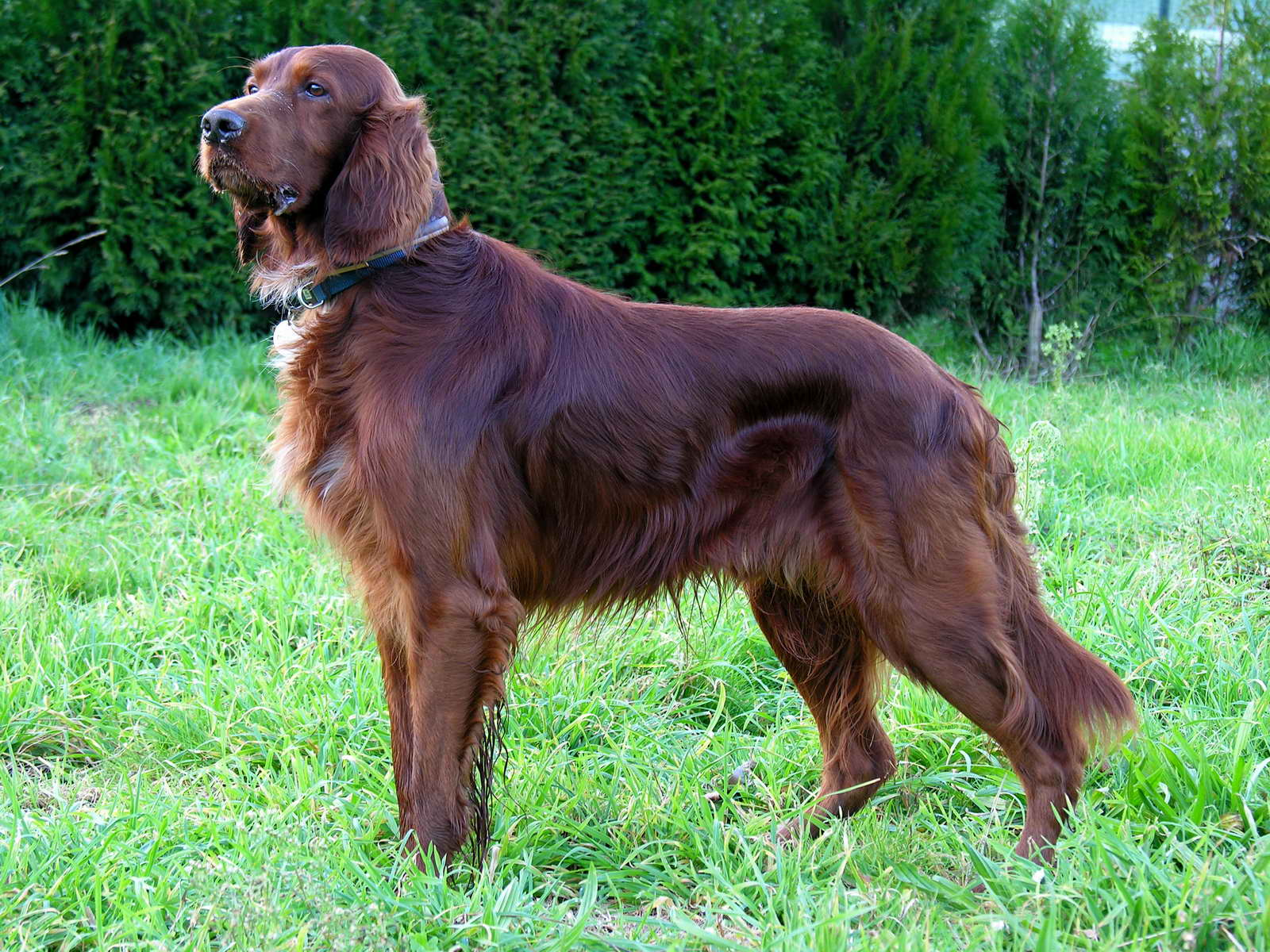
O setter irlandês, uma das duas únicas raças entre as mais de duas centenas de raças registradas pelo Kennel Club, com testes de saúde obrigatórios.

Mostrou-se que das mais de duzentas raças registradas pelo The Kennel Club, existem testes de saúde compulsórios apenas para o setter irlandês e o Setter irlandês ruivo e branco. O Kennel Club defendeu a falta de requisitos de testes de saúde, dizendo que isso afastaria os criadores do clube. O presidente da Associação Veterinária Britânica, Nick Blayney, concordou com o Kennel Club, afirmando que "se ele se tornar muito reacionário e perder o apoio da maioria, deixaria de ter qualquer influência. Eles estão fazendo o melhor que podem em uma situação muito difícil."
O programa apontou que não existe nenhum sistema oficial para o registro de doenças hereditárias e alegou que as regras de saúde existentes são "muitas vezes inadequadas ou ineficazes".  Na raça Cavalier Spaniel, os criadores responsáveis usam testes de triagem do coração desde 1995, mas como muitos ignoram os conselhos do veterinário para criar apenas cães com mais de uma certa idade, não houve progresso na área da saúde.  O Kennel Club defendeu a falta de melhorias, afirmando que as coisas poderiam ter sido piores se nada tivesse sido feito.

## Reação
O programa, que durou um período de produção de dois anos, foi assistido por 3,9 milhões de espectadores.
Antes do programa ir ao ar, o Kennel Club emitiu uma declaração alertando que o programa pode ser altamente tendencioso. Após a exibição, lançou vários comunicados à imprensa questionando a neutralidade e o "sensacionalismo" do programa. Também apresentou uma queixa ao regulador de radiodifusão Ofcom alegando "tratamento e edição injustos".  A BBC manteve o jornalismo no documentário.
A RSPCA afirmou que está "preocupada com os níveis inaceitavelmente altos de incapacidade, deformidade e doenças que afetam os cães de raça pura".

### Padrões de raça revisados
Em 7 de outubro de 2008, o The Kennel Club anunciou que estaria lançando novos planos de saúde. Padrões de raça para todas as raças estiveram sob revisão e os juízes deverão levar a saúde em consideração. Também solicitou poderes regulatórios do governo, o que permitiria ao clube tomar medidas contra criadores que não cumprissem os padrões de saúde. Alguns clubes de raça condenaram o The Kennel Club por exagerar. O conselho da raça bulldog rejeitou o novo padrão do Bulldog, dizendo que eles "não conseguem entender de que maneira a saúde e o bem-estar geral da raça poderiam ser melhorados pelas mudanças propostas".
Em 12 de janeiro de 2008, o The Kennel Club divulgou os padrões de raça revisados, que "não incluirão nada que possa ser interpretado como algo encorajador que possa impedir um cão de respirar, andar e ver livremente". "Isso ajudará a evitar a prática do exagero, onde as características que são consideradas desejáveis, como focinho curto ou pele solta, são tornadas mais proeminentes pelos criadores e podem ter efeitos prejudiciais na saúde de um cão." As regras para proibir endogamia íntima (pai / filho e irmão / irmão) entrariam em vigor em 1º de março de 2009. As regras dos shows de conformação foram alteradas para o estado "mais claramente do que nunca" que os juízes devem apenas "recompensar os cães que são saudáveis representantes de sua raça".  Os juízes também terão autoridade para ejetar cães não saudáveis de competições. Um porta-voz do clube disse que as mudanças levariam "várias gerações, para ter um efeito". 